# Еланецкая степь
«Еланецкая степь» (укр. «Єланецький степ») — природный заповедник, расположенный в Вознесенском районе (Николаевская область, Украина). Создан 17 июля 1996 года. Площадь — 1675,7 га. Ближайший посёлок — Еланец.

## История
В 1978 году был создан заказник «Роза» площадью 300 га, в 1982 году он был реорганизован в ландшафтный заказник «Еланецкий» площадью 976 га. В 1990 году по инициативе местных защитников природы было принято решение про резервирование 2000 га для будущего заповедника, который был создан 17 июля 1996 года вследствие Указа Президента Украины № 575.
В мае 2016 года президент Украины Пётр Порошенко подписал указ об изменении границ территории природного заповедника «Еланецкая степь» путём добавления к территории заповедника более 1,3 тыс. га земель, находящихся в государственной собственности.
Согласно Указу № 214/2016, обнародованному во вторник на сайте главы государства, «к территории природного заповедника „Еланецкая степь“ согласовано в установленном порядке включение 1334,95 гектара земель государственной собственности (запас), которые находятся на территории Новоодесского района (1297,48 гектара) и Вознесенского района (37,47 гектара) Николаевской области, в установленном порядке предоставляются природному заповеднику в постоянное пользование».

## Описание
Цель заповедника — сохранение и восстановление типчаково-ковылковой степи, не представленного на других заповедных фондах Украины. В заповеднике создан один экологический коридор длиной 1,2 км, маршрут которой проходит возле вольера зоопарка. Посетители имеют возможность ознакомиться с историей появления заповедника, его растительным и животным миром. Маршрут по коридору действует в период с начала апреля до середины октября.